# Stiepanowo (rejon diemidowski)
Stiepanowo (ros. Степаново) – wieś (ros. деревня, trb. dieriewnia) w zachodniej Rosji, w osiedlu wiejskim Titowszczinskoje rejonu diemidowskiego w obwodzie smoleńskim.

## Geografia
Miejscowość położona jest nad Gobzą, 1,5 km od drogi regionalnej 66N-0509 (Diemidow – Jeśkowo – Szapy – Borisienki), 25 km od centrum administracyjnego osiedla wiejskiego (Titowszczina), 23 km od centrum administracyjnego rejonu (Diemidow), 62 km od stolicy obwodu (Smoleńsk), 56,5 km od granicy z Białorusią.
W granicach miejscowości znajdują się ulice: Bieriozowaja, Bieriozowyj pierieułok.

## Demografia
W 2010 r. miejscowość zamieszkiwało 6 osób.

## Historia
W czasie II wojny światowej od lipca 1941 roku wieś była okupowana przez hitlerowców. Wyzwolenie nastąpiło we wrześniu 1943 roku.
Na mocy uchwały z dnia 28 maja 2015 roku wszystkie miejscowości (w tym Stiepanowo) zlikwidowanej jednostki administracyjnej Szapowskoje weszły w skład osiedla wiejskiego Titowszczinskoje.